# Andrena suavis
Andrena suavis är en biart som beskrevs av Timberlake 1938. Andrena suavis ingår i släktet sandbin, och familjen grävbin. Inga underarter finns listade i Catalogue of Life.